# Nichiren
Nichiren (日蓮?) (16 de febrero de 1222-13 de octubre de 1282) fue un monje budista y filósofo del período Kamakura, que vivió en el siglo XIII en Japón. Es el fundador del budismo nichiren o hokke (loto), una rama del budismo japonés, que abarca las escuelas Nichiren Shu, Nichiren Shoshu, el movimiento laico Soka Gakkai y otras escuelas. El budismo nichiren es uno de varios nuevos movimientos budistas que emergieron en el período Kamakura en Japón (1185–1333).  
De orígenes humildes, NIchiren fue ordenado a la edad de dieciséis años en el templo Kiyosumi en la actual prefectura de Chiba, y fue educado especialmente en las enseñanzas del Sutra del loto de la escuela Tendai, así como en el budismo esotérico. Posteriormente estudió en Kamakura, capital del nuevo shogunato (gobierno militar), y en el gran complejo Tendai en el monte Hiei,así como en otros importantes templos budistas en el occidente de Japón. Con el tiempo, se asentó en Kamakura y atrajo un grupo de seguidores de entre los guerreros orientales.
Sus escritos tempranos critican el Budismo de la tierra pura, particularmente la recientemente popularizada doctrina de la tierra pura de Hōnen (1133–1212), que en su perspectiva socavaba el énfasis tradicional tendai en el Sutra del loto y las enseñanzas esotéricas. Con el tiempo, sin embargo, Nichiren desarrolló una doctrina de devoción exclusiva al Sutra del loto, al que consideraba como la más alta enseñanza del Buda y el único vehículo (yāna) para alcanzar la budeidad en la era final del dharma (mappō).  
Nichiren promulgaba el canto del daimoku o título del Sutra del loto en la fórmula «Namu Myo ho-renge-kyo», y creó un mandala caligráfico que ilustraba la composición del Sutra del loto, como un objeto de culto (gohonzon) para sus seguidores. A pesar de su exclusivismo respecto al Sutra del loto, Nichiren también asimiló de manera creativa muchos elementos más antiguos del pensamiento y práctica budistas tanto exotéricos como esotéricos.
Los miembros de la Nichiren Shōshū y la Soka Gakkai le conceden a Nichiren el título de Buda Original. Mientras que Nichiren Shu considera que el buda original y eterno es el Buda Shakyamuni, y que Nichiren es la encarnación del bodhisattva Jogyo (Prácticas Superiores), a quien el Buda Shakyamuni le encomendó la propagación del Sutra del Loto en la era del Declinar del Dharma.
Esa sutil diferencia tiene un efecto importante en el acento que se pone a las enseñanzas de cada quien. Mientras que Nichiren Shoshu y Soka Gakkai estudian preferentemente las enseñanzas de Nichiren, la orden Nichiren Shu considera a los escritos de Nichiren como documentos subordinados al Sutra del Loto y tal como el mismo Nichiren lo hizo, el principal objeto de estudio es el Sutra.
Su nombre originalmente era Zennichimaro (善日麿), más tarde Zeshō-bō Renchō (是生房蓮長) y finalmente Nichiren. Generalmente es más conocido como Nichiren Shōnin (日蓮聖人) o Nichiren Daishōnin (日蓮大聖人). El nombre Nichiren significa en japonés nichi, sol, y ren es una contracción de la palabra renge que significa loto. Fue una figura controvertida en su época.

## Nacimiento e infancia
Nichiren nació en Japón el decimosexto día del segundo mes de 1222, que es el 6 de abril del calendario gregoriano. en una familia de pescadores en la villa de Tojo, provincia de Awa (Prefectura de Chiba), en una época en la que abundaban los conflictos sociales y las calamidades naturales, una carga particularmente pesada para la gente más desprotegida del pueblo. Sus padres fueron Mikuni no Taifu y Umegiku-nyo. Al nacer recibió el nombre de Zenichimaro.
En 1233, con once años (doce según la costumbre japonesa), Nichiren entró al templo Seicho-ji de la escuela Tendai (Tendaishū) para comenzar sus primeros estudios bajo la dirección de Dozembo.

## Sacerdocio
Después de su ingreso en Seicho-ji se llamó Yakuomaro y junto a Dozembo y sus discípulos superiores, Jokembo y Guijobo inició sus ejercicios básicos. Según la tradición, durante este período de estudio oró al Bodhisattwa Kokuzo pidiéndole: "Conviérteme en el hombre más sabio de Japón".
En el año 1237, Yakuomaro, con quince años (dieciséis según la costumbre japonesa), conducido por su maestro Dozembo, pasó por la ceremonia de la tonsura y se convirtió en reverendo con el nombre de Zeshobo Rencho.
En la primavera de 1239, con el consentimiento de su maestro, Rencho partió del Templo Seicho-ji rumbo a Kamakura, con el fin de profundizar en el estudio del budismo.

## Establecimiento de su enseñanza
Nichiren emprendió un peregrinaje espiritual en busca de la verdad y durante veinte años visitó Kamakura, Kioto, Eizan, Onjoji, Koyassan, Shiten-no-ji y otros muchos templos y ciudades con el objetivo de perfeccionarse.
Gracias a esta peregrinación de estudio, además del budismo, estudió otras disciplinas, como los manuscritos de China o los Kojiki o Nihon Shoki, compendios y manuscritos del Japón antiguo. Su estudio fue amplio y completo.
Como resultado de todas estas investigaciones, creyó comprender la esencia del budismo y también que todo el origen de la infelicidad humana proviene de la práctica de religiones heréticas e inferiores, alejadas de la verdad.

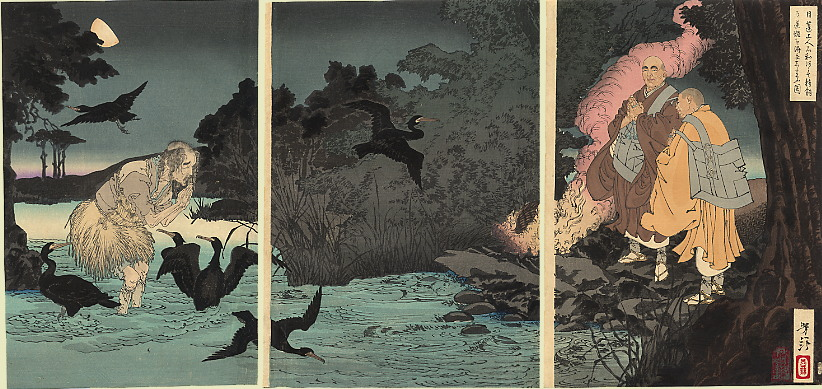
Nichiren salva el espíritu de un pescador de cormoranes, según un dibujo de 1885.

Según sus enseñanzas, en los milenios de la era de Mappō (época actual), el único camino para la salvación de la humanidad sería el establecimiento de la Ley Suprema «de Myoho-Rengue-Kyo», escondida en las profundidades del capítulo Juryo del Sutra del loto, del que Nichiren era muy devoto.
Nichiren creía que al divulgar este propósito sería perseguido y pondría en peligro su vida, comparándose con lo expuesto en el Sutra del loto.
Rencho, siguiendo la tradición budista, se enfrentó a los «Tres Obstáculos» y «Cuatro Demonios» y decidió establecer lo que él llamaba «Budismo Verdadero» para salvar a la humanidad de la oscuridad. El templo Seicho-ji fue el lugar de la declaración.
Tras estas peregrinaciones de estudio en las inmediaciones de Kioto retornó a Awa, su tierra natal.
El 28 de abril de 1253, a los 32 años, en el templo Seicho-ji en Awa, proclamó que Nam Myoho Rengue Kyo es la única Ley Verdadera para ser propagada durante los Últimos Días de la Ley. Este fue el establecimiento de lo que llamó Budismo Verdadero.
Ese mediodía, el monje cambió su nombre por el de Nichiren, en el ala Jibutsu-do del Shobutsu-bo del Templo Seichoji, delante de su maestro Dozembo y un gran número de personas. Realizó su primer sermón afirmando que Nam Myoho Rengue Kyo es la entidad última del Budismo así como también la Ley que posibilita alcanzar el Estado de Buda.

## Enfrentándose a la oposición

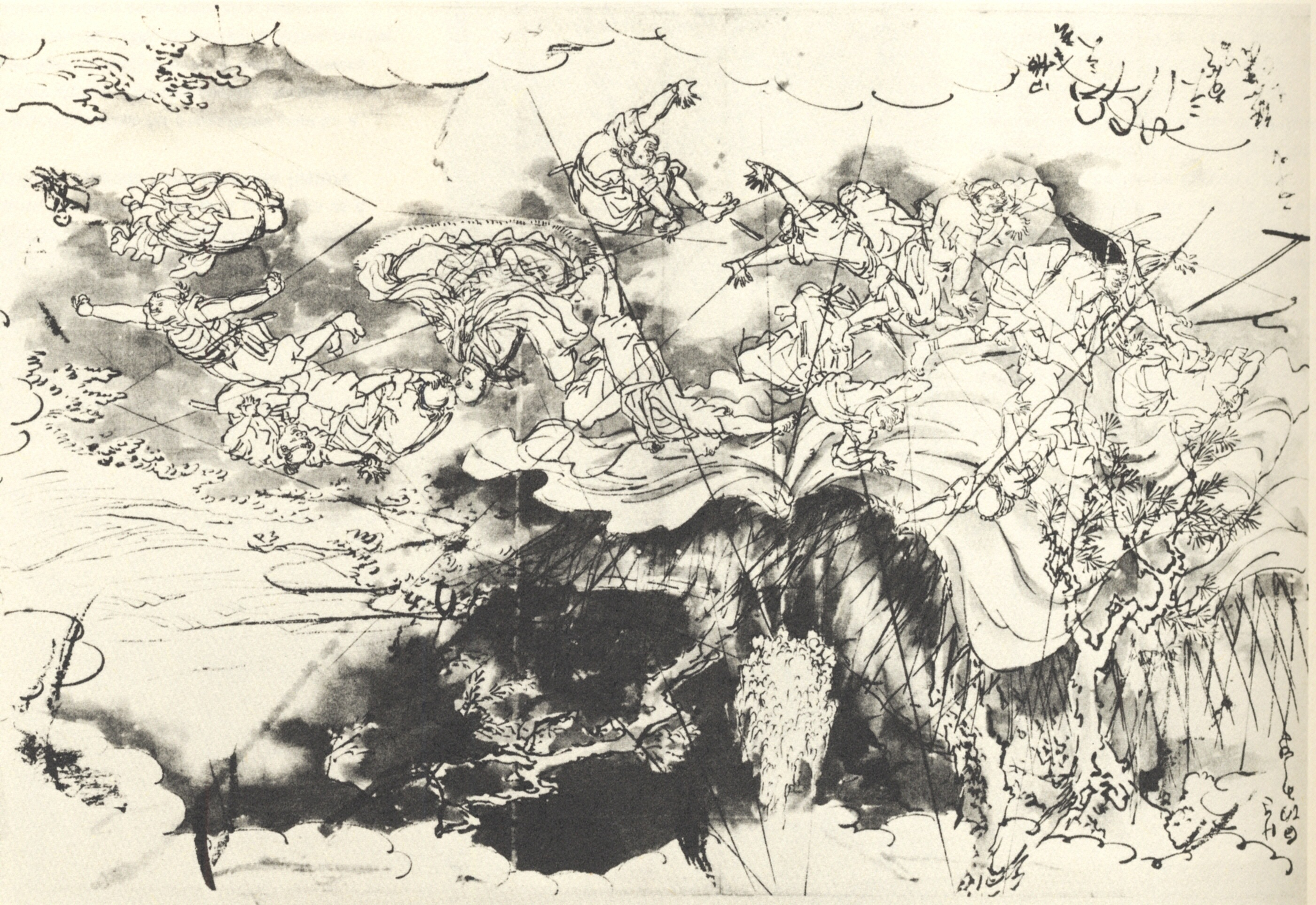
Nichiren se salva de ser decapitado gracias a una gran luz celeste, según un dibujo de Utagawa Kuniyoshi (1798-1861).

El anuncio de Nichiren conllevó varias persecuciones, a menudo violentas, por parte del gobierno militar y de las escuelas budistas establecidas.  
A raíz de su misiva al gobierno, la "Tesis sobre la pacificación de la tierra mediante la propagación de la enseñanza correcta", muchos seguidores del Nembutsu intentaron asesinarlo en su residencia. Esta persecución es conocida como la persecución de Matsubagayatsu. 
Por un tiempo Nichiren se alejó de Kamakura, pero más tarde regresó. A su vuelta, sacerdotes de otras sectas asombrados por el éxito con que Nichiren ganaba seguidores, incitaron al gobierno a desterrarlo. 
El 12 de mayo de 1262 Nichiren fue exiliado a la península de Izu, de la cual no pudo regresar hasta recibir un perdón oficial en enero de 1263. Cuando Nichiren dejó Izu también dejó un grupo considerable de conversos en dicha península y al regresar volvió a instalarse en Kamakura. 
En 1268, ante la eminente invasión por los mongoles, Nichiren envió once cartas las cuales contenían una síntesis de su "Tesis sobre la pacificación de la tierra mediante la propagación de la enseñanza correcta" a las personas más influyentes en el gobierno japonés. El 12 de septiembre de 1271 oficiales armados del gobierno central lo arrestaron, en lo que sería conocido como la persecución de Tatsunokuchi, y lo llevaron a la playa del mismo nombre con intenciones de decapitarlo. 
Y aquí se mezcla la historia con el mito, ya que según muchos escritos, la ejecución falló debido a la aparición de un objeto brillante en el cielo nocturno que aterrorizó a los oficiales.

## Exilio en Sado

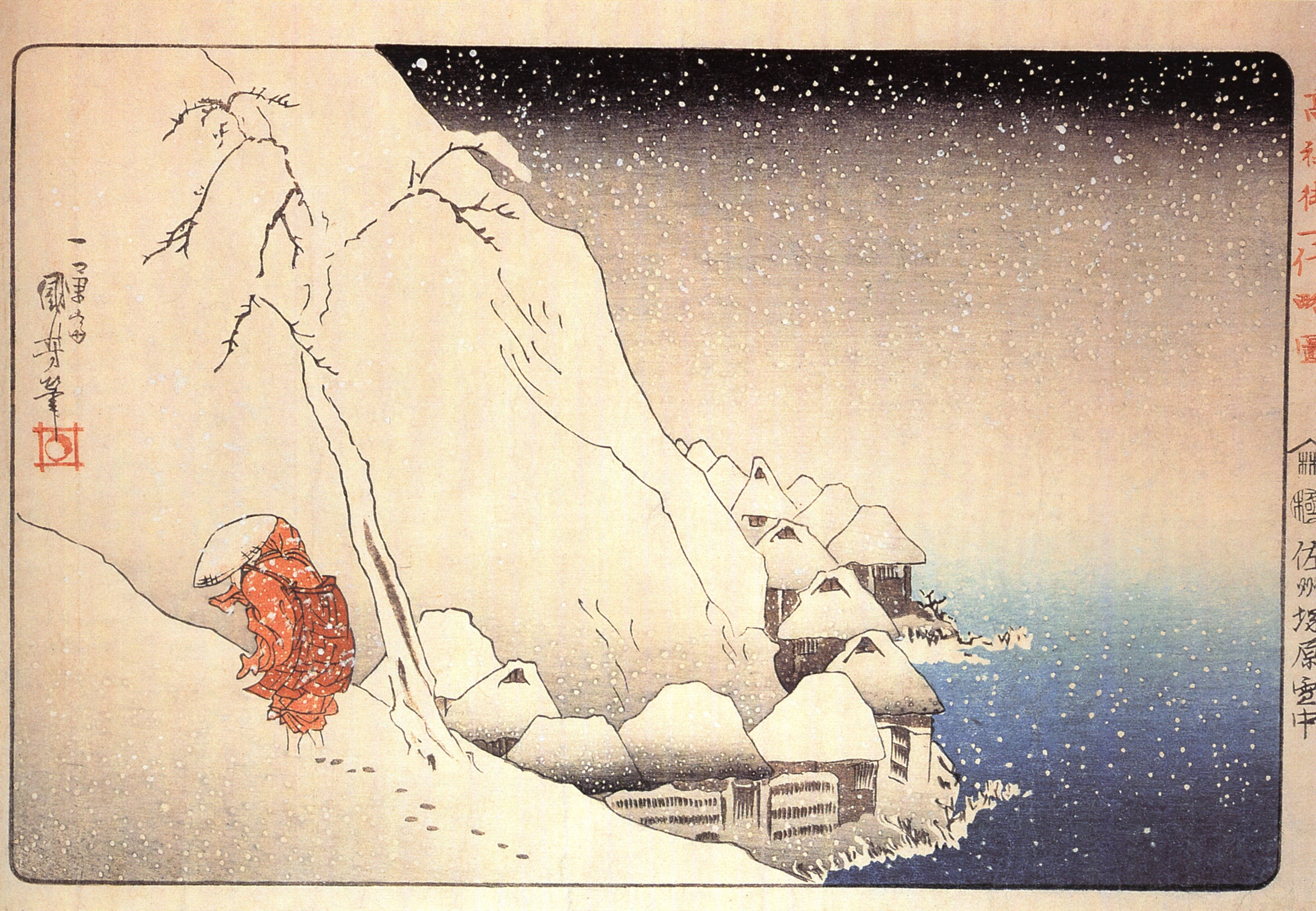
Dibujo de Utagawa Kuniyoshi que representa la llegada al exilio de Sado de Nichiren.

El gobierno, después de fallar en su tentativa de decapitar a Nichiren en Tatsunokuchi, decidió exiliar al maestro en la isla de Sado.
Partió el 10 de octubre y llegó a Sado el 28 del mismo mes. El día primero de noviembre entró en Sam-Maido, en Tsukahara, el lugar de su exilio.
El local de Tsukahara era un cementerio devastado (donde se abandonaban a los fallecidos) con un Sam-Maido, un templete para reliquias muy pequeño. Casi sin maderas en el techo, las cuatro paredes en ruinas, sin alimentos y sin ropa apropiada, Nichiren Daishonin sufrió grandes penurias.
Los seguidores del Nembutsu local, en un intento de eliminar a Nichiren conspiraron otra vez contra él. Consta que en medio de esta situación crítica, Abutsubo, que era un creyente del Nembutsu, se convirtió junto con su esposa Sennichi-Ama, admirado por la grandiosidad de la persona de Nichiren y la legitimidad de la Ley.
Bonzos de las sectas Nembutsu, Zen y Ritsu organizaron el 16 de enero de 1272, un debate religioso con el objetivo de derrotar a Nichiren. Con este fin, fueron convocados los bonzos y creyentes de todas las sectas de todas las localidades y provincias más allá de la isla de Sado. Este debate es conocido como el debate de Tsukahara.
Según la tradición favorable a Nichiren, centenares de bonzos se hicieron presentes y fueron refutados por completo por el monje. Había personas que se despojaban del "kesa", manto budista, o que arrojaban su juzu o rosario budista, y otras que prometían no recitar jamás el Nembutsu. Parece que a partir de este debate, muchas personas se convirtieron al budismo de Nichiren.
El decreto de perdón fue expedido por el gobierno el 14 de febrero de 1274 y llegó a Sado el 8 de marzo.
Nota: Estudiosos de Nichiren en su contexto histórico son de la opinión de que él no atacó en general a todas las otras escuelas sino particularmente a la visión que los religiosos más importantes de ellas, en ese momento, tenían en contra del Sutra del Loto. Y que era esa postura contra el Sutra del Loto la que debía ser refutada, y no la práctica en sí de cada escuela, dado que el Sutra del Loto es explícito en declarar que todas las enseñanzas son medios hábiles y por tanto deben ser respetadas. La divergencia de interpretación sobre la real postura de Nichiren respecto de las otras escuelas y tradiciones es posiblemente la causa principal de las diferentes actitudes -conciliatorias o refutadoras- de diferentes linajes respecto de los demás.

## Regreso del exilio

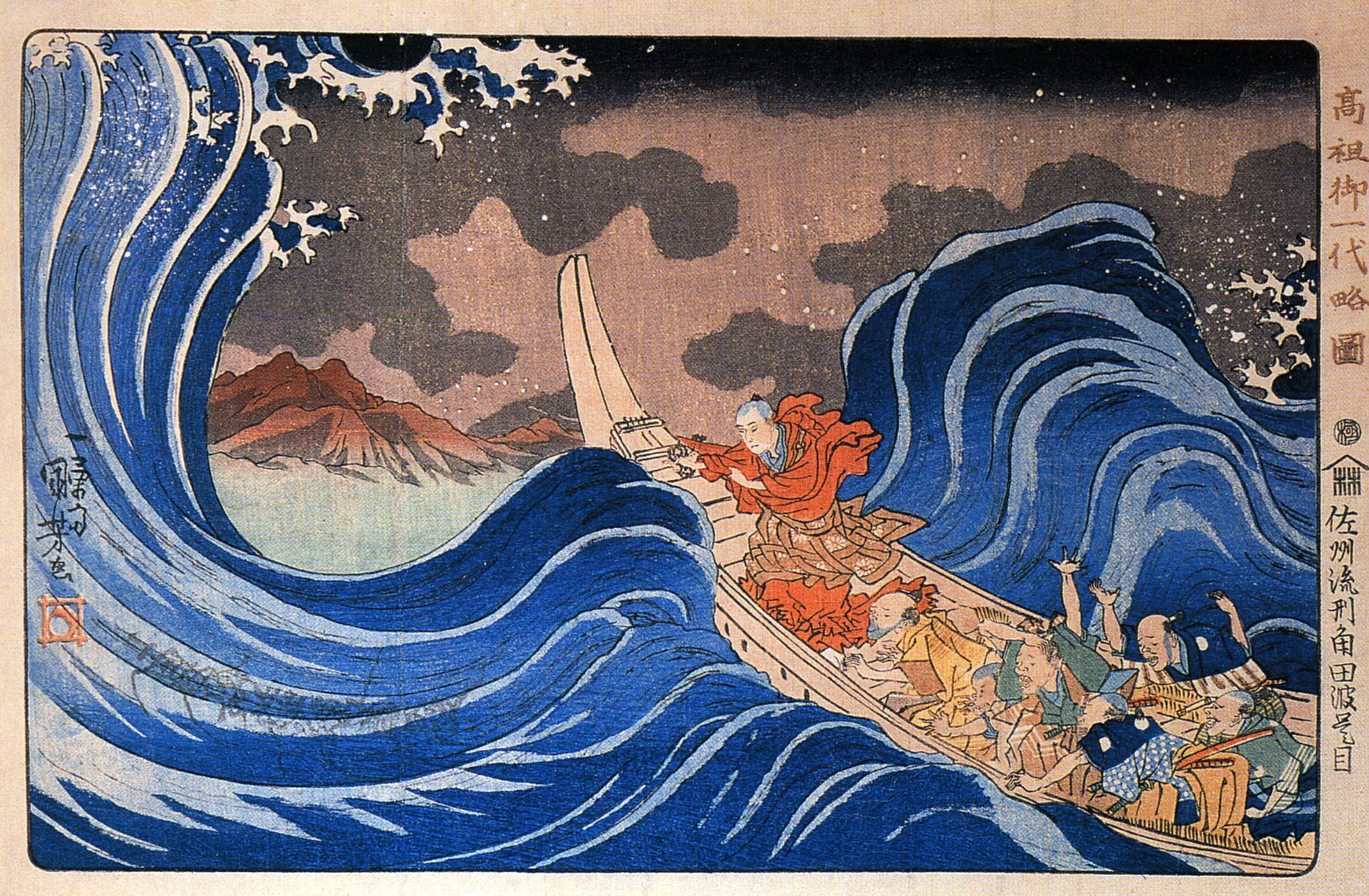
Nichiren calma una tormenta en Kakuda, dibujo de Utagawa Kuniyoshi.

Los seguidores del Nembutsu quisieron impedir su regreso a Kamakura, pero no lo lograron. El monje Nichiren partió del lugar del exilio el 13 de marzo y arribó a Kamakura el 26 del mismo mes.
El día 8 de abril, el gobierno ordenó a Nichiren presentarse ante las autoridades. En esa ocasión, el llamado Daishonin amonestó a Heino-Semon-Nojo-Yoritsuma por tercera vez, pero el gobierno lo ignoró. Ante esta actitud del gobierno de no cambiar su comportamiento después de tres advertencias, Nichiren decidió retirarse al monte Minobu.
El 12 de mayo partió hacia su retiro, acompañado por Nikko Shonin y sus discípulos. El 17 llegó a la mansión de Hagiri-Rokuro-Sanenaga, quien ofreció como gokuyo (ofrenda) para Nichiren un pedazo de terreno en Nishi no Tai del Monte Minobu.
Allí, el 17 de junio se construyó una cabaña pequeña donde Nichiren se estableció hasta 1282. A pesar de que el Monte Minobu estaba localizado en un bosque espeso y que era un lugar de difícil acceso, recibía muchas visitas de discípulos y adeptos de todo el país.
A pesar de su edad (90 años) Abutsubo fue a visitarlo varias veces. Shijo Kingo y Nanjo Tokimitsu también visitaron Minobu y recibieron orientaciones de parte de Nichiren.
Las enseñanzas del monje en ese lugar se centraban en el Hokkekyo (Sutra del loto), con el fin de enseñar y orientar a sus discípulos para perpetuar la Ley Suprema o Dharma Maravilloso.

## Nuevas persecuciones

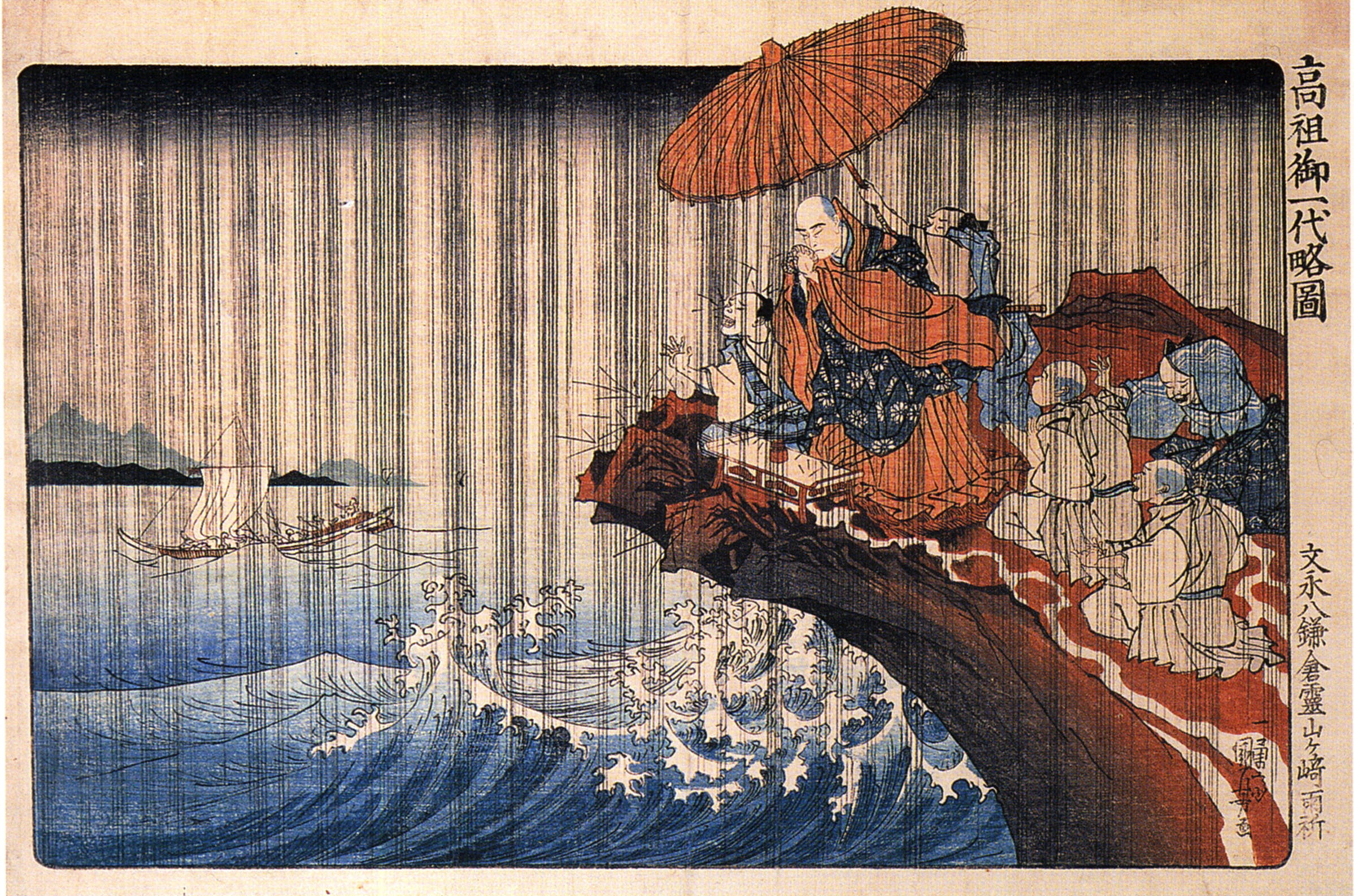
Dibujo de Utagawa Kuniyoshi (1798-1861) en el que se muestra a Nichiren rezando en medio de una fuerte tormenta.

Por la época que Nichiren se retiró al monte Minobu, sus adeptos iniciaron una intensa campaña de Shakubuku (predicación) en varias localidades. Los reverendos Nishu, Nichiben y Nichizen del Templo Ryusenji de Atsuhara, quienes habían sido convertidos por Nikko Shonin, también se empeñaron en la propagación y efectuaron la conversión de los campesinos y de los hermanos Jinshiro, Yagoro y Yarokuro.
El bonzo Guiochi, prior del Templo Ryusenji, solicitó ayuda a los bonzos Daishimbo y Sam-Mibo, que se habían separado del grupo de laicos de Nichiren Shonin, y castigaron violentamente a los campesinos de Atsuhara.
En esta persecución, el 8 de abril, uno de los creyentes, Shiro fue herido, y en agosto Yashiro fue decapitado. A continuación, el 21 de septiembre, durante la cosecha de arroz, los creyentes campesinos fueron atacados por Guiochi y sus oficiales, y fueron tomados presos veinte campesinos, entre ellos figuraba Jinshiro. Los veinte campesinos fueron enviados a Kamakura, donde fueron interrogados rigurosamente por Heino-Saemon-Nojo-Yoritsuma. Este los amenazó así: 

"Si ustedes descartan su fe en el Sutra del Loto ahora e invocan el Nembutsu, inmediatamente serán perdonados y liberados. Si se niegan a hacerlo, sin embargo, ustedes se enfrentarán a un severo castigo. Piénsenlo bien antes de tomar una decisión".

Pero, Jinshiro y los demás estaban decididos a que "pase lo que pase, jamás abandonarían la práctica de la fe" y resistieron hasta el fin.
Como resultado de esto, el 15 de octubre de 1279 fueron decapitados Jinshiro, Yagoro y Yarokuro, y los otros 17 campesinos fueron exiliados. Jinshiro y los otros continuaron recitando sus oraciones hasta el momento que fueron decapitados. Este acontecimiento es conocido como la persecución de Atsuhara.
Nichiren Daishonin, que observaba atentamente este hecho de la persecución, en el mismo año, el 12 de octubre, inscribió el llamado Dai Gohonzon Sama del Supremo Santuario, y de esta manera concretó el objetivo de su advenimiento a este mundo, a los 58 años.
A un costado del Dai Gohonzon Sama se lee: 

"Inscrito para la salvación de todos los seres vivos de ahora en adelante y para el futuro, muy respetuosamente para el solicitante del Supremo Santuario de la Enseñanza Esencial, Yashiro Kunishige, y los miembros del Hokkeko-shu. En el día doce del décimo mes del segundo año de Koan."

## Muerte y legado
Tras cumplir el propósito de su advenimiento a este mundo, es decir, inscribir el Dai Gohonzon Sama del Supremo Santuario, Nichiren Daishonin comenzó a sentirse débil día a día. En 1282 partió hacia las aguas termales de Hita-Chi con el fin de tratarse.
Antes de su partida, Nichiren Daishonin escribió el "Documento para perpetuar la Ley que Nichiren propagó durante toda su vida" (Minobu Sojyo-sho), donde dice: "Yo, Nichiren, transfiero todas las enseñanzas que propagué durante mi vida a Byakuren Ajeri Nikku".
De esta manera designó a Nikko Shonin como el único supremo y líder de la propagación del llamado Budismo Verdadero.
El 8 de septiembre, Nichiren Daishonin abandonó el monte Minobu y el 18 llega a la mansión de Ikegami Munenaka, en la provincia de Musashi, actual barrio de Ota de la ciudad de Tokio.
El 13 de octubre, reúne de nuevo a sus discípulos y les expone el documento titulado "Documento de Transferencia del Monte Minobu" (Ikegami Sojyo-sho), en el cual designa a Nikko Shonin también como Soberano de la Ley del Templo Minobussan Kuonji.
Fallece rodeado de sus discípulos y adeptos, en medio de la recitación del Sutra del loto y de la invocación del Daimoku a los 61 años.
Su funeral y cremación tuvieron lugar al día siguiente.

## Su sepulcro
En su testamento dejó escrito:

"Donquiera que yo muriere, tengan a bien darme sepultura en el monte Minobu, donde siempre mora mi corazón"

Y así se cumplió; sus cenizas fueron llevadas de vuelta a Minobu y atesoradas en un sepulcro, al cuidado de los monjes de la actual Nichiren Shu.
Posteriormente, una parte de sus cenizas fueron trasladadas al templo de Taiseki-ji, sede de la escuela Nichiren Shōshū, al pie del monte Fuji.

## Escritos
Durante el exilio de Sado, Nichiren Shonin escribió varios Gosho (cartas) muy importantes. Entre ellos, en febrero de 1272, a los 51 años de edad, escribió el Gosho Kaimoku-sho, donde revela el objeto de veneración en términos de la persona.
El 25 de abril de 1273 escribió el, Gosho Kanjin-no-honzon-sho, que revela el objeto de veneración en términos de la Ley.
En la actualidad se conservan más de 700 trabajos de Nichiren, incluidas transcripciones de enseñanzas orales, cartas e incluso ilustraciones. En forma conjunta, estos escritos se conocen como Goshos, que se encuentran disponibles en distintas compilaciones.